# The Late Late Show with Craig Ferguson

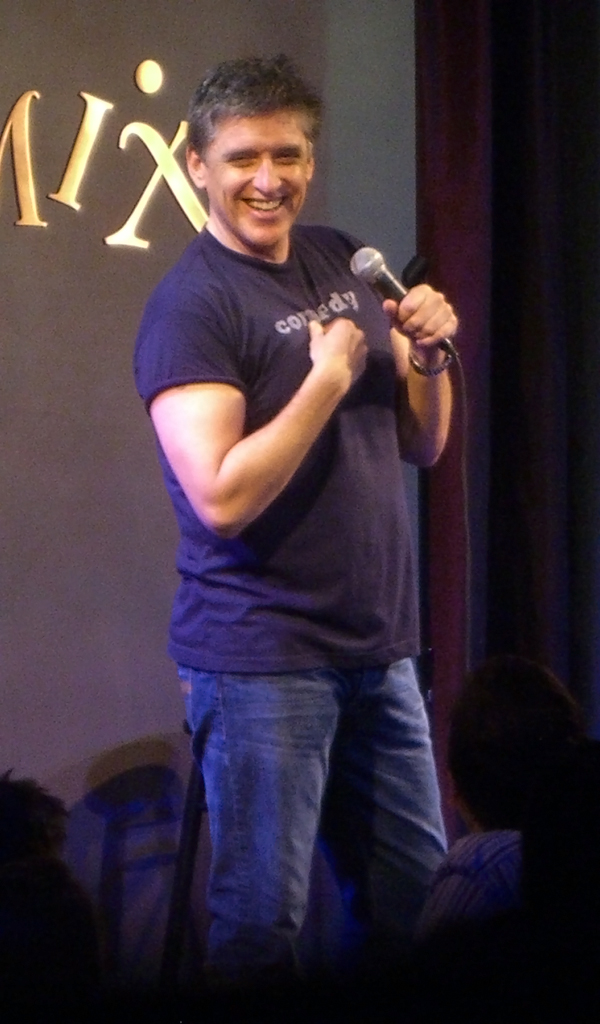
Craig Ferguson

The Late Late Show with Craig Ferguson – amerykański talk-show prowadzony przez Craiga Fergusona, nadawany w stacji CBS, będący częścią serii The Late Late Show. Premiera odbyła się 3 stycznia 2005 roku. Twórcą programu jest David Letterman. Program w większej mierze ma charakter komediowy.
Program składa się z kilku stałych części. Ferguson rozpoczyna przywitaniem z widzami i publicznością, podczas którego czasami integruje się z ekipą studyjną jak i z widzami w studiu, czasami wykorzystuje również pacynki. Po wstępie następuje dłuższy monolog. W  dalszej części programu następuje rozmowa z zaproszonymi gośćmi, zazwyczaj jest to jedna lub dwie osoby. Rozmowa jest prowadzona w luźny sposób i ma charatker humorystyczny. Gośćmi w programie były m .in. takie osobowości jak: Desmond Tutu czy Larry King jak i wiele innych znanych postaci amerykańskiego świata kina czy muzyki.
W swoim programie Ferguson również parodiuje różne postacie, uosabiając się z nimi poprzez ubiór i mowę. Wśród parodiowanych postaci były m.in. książę Karol, Elżbieta II, Sean Connery, Michael Caine czy też Larry King.
W 2006 roku The Late Late Show był nominowany do nagrody Emmy, natomiast w 2010 roku odcinek z Desmondem Tutu został nagrodzony Peabody Award.